# Aspidonitys ferranti
Aspidonitys ferranti är en insektsart som beskrevs av Victor Lallemand 1932. Aspidonitys ferranti ingår i släktet Aspidonitys och familjen Eurybrachidae. Inga underarter finns listade i Catalogue of Life.